# Life is beautiful (永井真理子のアルバム)
『Life is beautiful』（ライフ・イズ・ビューティフル）は永井真理子15枚目のアルバム。

## 概要
- 11年振りにリリースされたオリジナル・アルバム。自身のデビュー記念日でもある7月22日に配信限定のミニアルバムとしてリリースされ、楽曲の追加や収録曲順を変更し10月14日にライブ会場及び通信販売限定でのCDリリースに至る[1]。

## 収録曲
- 作詞：永井真理子、作曲・編曲：COZZi

### 配信盤
2017年7月22日配信開始。
1. Starting
2. 私たちの物語
3. Life is beautiful
4. ミルク飴の味 〜for my mother〜
5. I know right?

### CD盤
2017年10月14日発売。太字はCD盤限定収録。
1. 私たちの物語
2. Life is beautiful
3. 幸運の女神よ
4. I know right?
5. ミルク飴の味 〜for my mother〜
6. Starting
7. Winter song
8. 私たちの物語 Instrumental
9. Life is beautiful Instrumental
10. Winter song Instrumental